# 赵雍 (元朝)

赵雍挟弹游骑图轴

赵雍（1289年－1369年），字仲穆，赵孟頫次子。吴兴（今浙江湖州）人。
至元三十年（1293年）生。自小勤学书画。泰定四年（1327年），以父蔭授昌國（今浙江定海縣）知州，後改任海寧（今浙江海寧縣）知州。官至集贤待制、同知湖州路总管府事。书画承家学，擅山水，师法董源；尤精人马，得曹霸、韩幹法；兰竹则腴润洒落。书善正、行、草、篆，体势清劲。有《赵待制遗稿》一卷传世。有子趙麟。

## 作品
《挟弹游骑图》轴，纸本，设色，纵109厘米，横46.3厘米。此图经清内府收藏，有嘉庆、宣统诸印。《石渠宝笈·三编》著录。